# Барановичи-Центральные
 Бара́новичи-Центра́льные (бел. Бара́навічы Цэнтра́льныя) — железнодорожная станция, расположенная в городе Барановичи между Брестской улицей и улицей Вильчковского.
Деревянное здание первого вокзала станции Барановичи было построено одновременно с железнодорожным полотном. С вводом в эксплуатацию станции, предназначенной для ремонта и замены паровозов на Александровской железной дороге, началась и история города Барановичи: к середине 1880-х годов, возникший вокруг станции посёлок насчитывал около 1,5 тысяч жителей. 
Первый товаро-пассажирский поезд через станцию 3-го класса проследовал 16 (28) ноября 1871 года.
Первое здание вокзала до наших дней не сохранилось; на его месте построен новый вокзал.
В 1884 году была достроена Вильно-Ровенская железная дорога, соединившая эту местность с Прибалтикой и Украиной, превратив Барановичи в железнодорожный узел, имеющий две станции, известные сегодня как Барановичи-Центральные и Барановичи-Полесские.

## Дальнее сообщение
По состоянию на 2015 год вокзал отправляет и принимает поезда следующих направлений:
| № поезда | Маршрут движения     | № поезда | Маршрут движения     |
| -------- | -------------------- | -------- | -------------------- |
| 007/003  | Москва — Брест       | 008/004  | Брест — Москва       |
| 021/023  | Москва — Прага/Париж | 018/022  | Ницца/Прага — Москва |
|          |                      | 024      | Париж — Москва       |
| 027      | Москва — Брест       | 028      | Брест — Москва       |
| 067      | Саратов — Брест      | 068      | Брест — Саратов      |
| 103      | Новосибирск — Брест  | 104      | Брест — Новосибирск  |
| 115      | Минск — Варшава      | 116      | Варшава — Минск      |
| 607      | Минск — Брест        |          |                      |
| 649      | Могилёв — Брест      | 650      | Брест — Могилёв      |
| 651      | Минск — Брест        | 652      | Брест — Минск        |
| 663      | Минск — Брест        | 664      | Брест — Минск        |
| 667      | Минск — Брест        | 668      | Брест — Минск        |
| 680      | Брест - Витебск      | 679      | Витебск - Брест      |

На станции одна островная платформа между двумя главными путями. Все поезда, заканчивающие маршрут в Барановичах, оборачиваются по станции Барановичи-Полесские.